# رسلمانیا ۲۵
رسلمانیا ۲۵ بیست و پنجمین دوره مسابقات رسلمانیا کشتی حرفه‌ای که توسط دبلیودبلیوئی و به صورت تماشای پولی در ورزشگاه رلاینت در هیوستون در تاریخ ۵ آوریل ۲۰۰۹ برگزار شد. حامی مالی این دوره از مسابقات گارد ملی ایالات متحده آمریکا بود. این رویداد دومین بار است که در هیوستون برگزار می‌شود.

بلیط‌های این رویداد در ۸ نوامبر ۲۰۰۸ به فروش رفتند. برای سومین سال متوالی، رویداد رسلمانیا رکورد بیشترین درآمد برای تماشای پولی در تاریخ دبلیودبلیوئی را با فروش ۶٫۹ میلیون دلار در فروش بلیط، که شامل طرفدارانی از ۵۰ ایالت کشور آمریکا، ۲۴ کشور و هفت استان کانادا بود، شکست. این رویداد حدود ۹۶۰٬۰۰۰ تماشای پولی به فروش رساند که ۲۱ میلیون دلار بازده داشت. این رویداد ۴۹٫۸ میلیون دلار را به اقتصاد محلی تزریق کرد و درآمد مالیاتی محلی ۵٫۷ میلیون دلار را تولید کرد که معادل ۶۰۰ شغل تمام وقت برای این منطقه است. با حضور ۷۲٬۷۴۴ نفر در ورزشگاه، این هشتمین حضور بزرگ در تاریخ رسلمانیا است.

## نتایج
| #                                                     | نتایج | نوع مسابقه                                                         | مدت زمان |
| ----------------------------------------------------- | --- | ------------------------------------------------------------------ | -------- |
| ۱                                                     | کارلیتو و ادی کولون) برنده درمقابل جان موریسون و میز (تگ تیم) (قهرمان)                                                                    | مسابقه لامبرجک بین دو گروه                                         | ۸:۰۲     |
| ۲                                                     | سی‌ام پانک برنده درمقابل کین، مارک هنری، مونتل ونتاویوس پورتل، شلتون بنجامین، کوفی کینگستون، کریسچن و فینلی (به همراههورنس ووگل (کشتی‌گیر)) | مسابقه نردبانی پول در بانک                                         | ۱۴:۳۲    |
| ۳                                                     | سانتینو مارلا برنده با حذف بث فینیکس | مسابقه ۲۵ نفره بتل رویال زنان (بانوی رسلمانیا)                     | ۷:۲۵     |
| ۴                                                     | کریس جریکو برنده درمقابل ریکی استیمبوت، ردی پایپر و جیمی اسنوکا (به همراه ریک فلر)                                                        | مسابقه حذف چندنفره                                                 | ۸:۳۳     |
| ۵                                                     | مت هاردی برنده درمقابل جف هاردی | مسابقه اکستریم رولز                                                | ۱۳:۳۸    |
| ۶                                                     | ری‌میستریو برنده درمقابل جان لیفیلد (قهرمان)                                                                                               | مسابقه تک به تک بر سر کمربند دبلیودبلیوئی قهرمانی بین قاره‌ای       | ۰۰:۲۱    |
| ۷                                                     | آندرتیکر برنده درمقابل شاون مایکلز | مسابقه تک به تک                                                    | ۳۰:۴۴    |
| ۸                                                     | جان سینا برنده درمقابل اج (قهرمان) و بیگ شو                                                                                               | مسابقه سه نفره بر سر کمربند قهرمانی سنگین‌وزن جهان (دبلیو دبلیو ای) | ۱۴:۳۳    |
| ۹                                                     | تریپل اچ (قهرمان) برنده درمقابل رندی اورتن                                                                                                | مسابقه تک به تک بر سر کمربند دبلیودبلیوئی قهرمانی جهان             | ۲۴:۳۵    |
| - (c) – نشان‌دهنده قهرمان(هایی) است که به میدان می‌روند | |                                                                    |          |